# Tamerlan Thorell

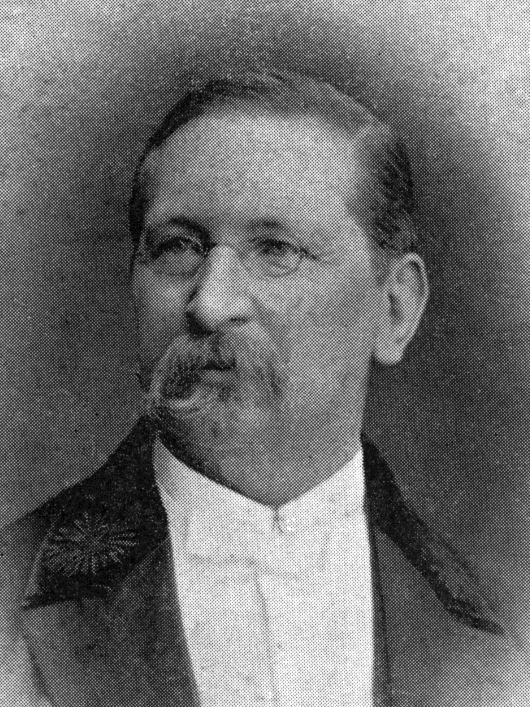
Tamerlan Thorell.

Tord Tamerlan Teodor Thorell, född 3 maj 1830 i Göteborg, död 22 december 1901 i Helsingborg, var en svensk zoolog (araknolog).
Thorell blev student vid Uppsala universitet 1848 och filosofie kandidat 1855 samt försvarade samma år för filosofiska graden förra delen av Recensio critica Aranearum suecicarum, quas descripserunt Clerckius, Linnæus, De Geerus, vars senare del utgjorde specimen för hans docentur i zoologi (1856). Thorell blev adjunkt i zoologi i Uppsala 1859 samt förestod professuren i zoologi under läsåret 1864–1865. Thorell gjorde flera resor till utlandet för zoologiska studier, särskilt som riksstatens stipendiat 1861–1862. På grund av sjuklighet måste han 1866 ta tjänstledighet från adjunkturen och tog avsked från densamma 1877, sedan riksdagen beviljat honom pension från och med 1878. Samma år fick han professors titel. Från hösten 1875 hade han med undantag av juli 1879–augusti 1880, vistats i Sydeuropa. Genom många och värdefulla arbeten över spindeldjuren blev Thorell en erkänd auktoritet på detta område av zoologin. Ett av hans förnämsta arbeten, On European Spiders. Part I: Review of the European Genera of Spiders, Preceded by Some Observations on Zoological Nomenclature, utkom redan 1869-70 i "Acta Soc. scient. Upsal." Bland senare arbeten kan nämnas On a Silurian Scorpion from Gotland (Palaophonus nuncius; tillsammans med Gustaf Lindström; 1885), samt hans många publikationer rörande den orientaliska regionens spindeldjur. Han översatte och bearbetade Zoologiens grunder (av Henri Milne-Edwards, två band, 1860-1865) - en för sin tid förträfflig och mycket använd lärobok - samt skrev Några anmärkningar om darwinismen (i "Ny svensk tidskrift", 1880).
Thorell var ledamot av Vetenskaps-Societeten i Uppsala (1866) och Vetenskapsakademien (1877) samt hedersledamot av Entomologiska föreningen i Stockholm (1885).